# Barátkeselyű
A barátkeselyű (Aegypius monachus) a vágómadár-alakúak (Accipitriformes) rendjébe, ezen belül a vágómadárfélék (Accipitridae) családjába tartozó Aegypius madárnem egyetlen élő faja.

## Rendszerezése
A fajt Carl von Linné svéd természettudós írta le 1833-ban, a Vultur nembe Vultur Monachus néven.

## Előfordulása
Európában, Közép-Spanyolországban, a Baleár-szigeteken, Bulgáriában és Görögországban fészkel. Ázsiában az alacsony és középmagas hegységekben honos. 
Természetes élőhelyei a mérsékelt övi erdők és cserjések, szubtrópusi vagy trópusi füves puszták. Az európai állománya állandó, Ázsiában délre vonul, eljut Szudánig.

### Kárpát-medencei előfordulása
Magyarországon rendkívül ritka kóborló.

## Megjelenése
Testhossza 100–110 centiméter,  szárnyfesztávolsága 250–300 centiméter, 7500–12 500 gramm. A tojó kicsivel nagyobb, mint a hím. Feje csupasz, tollruhája sötétbarna.
|  |  |

## Életmódja
Igazi dögevő, csak nagy ritkán zsákmányol mormotát, teknőst vagy gyíkot.

## Szaporodása
Fészkét a fák tetején, gallyakból készíti el. A fészekalja egyetlen tojásból áll, melyen 53-55 napig kotlik. A fiókáról további négy hónapig gondoskodnak a szülők.

## Természetvédelmi helyzete
Az elterjedési területe rendkívül nagy, egyedszáma 15600-21000 példány közötti és csökken. A Természetvédelmi Világszövetség Vörös listáján mérsékelten fenyegetett fajként szerepel. Magyarországon fokozottan védett, természetvédelmi értéke 250 000 Ft.
Összehangolt tenyésztéssel próbálják meg megmenteni a fajt. Európában az Európai Állatkertek és Akváriumok Szövetsége felügyelete alá tartozó Európai Veszélyeztetett Fajok Programja (EEP) keretében tenyésztik a faj egyedeit.

## Képek

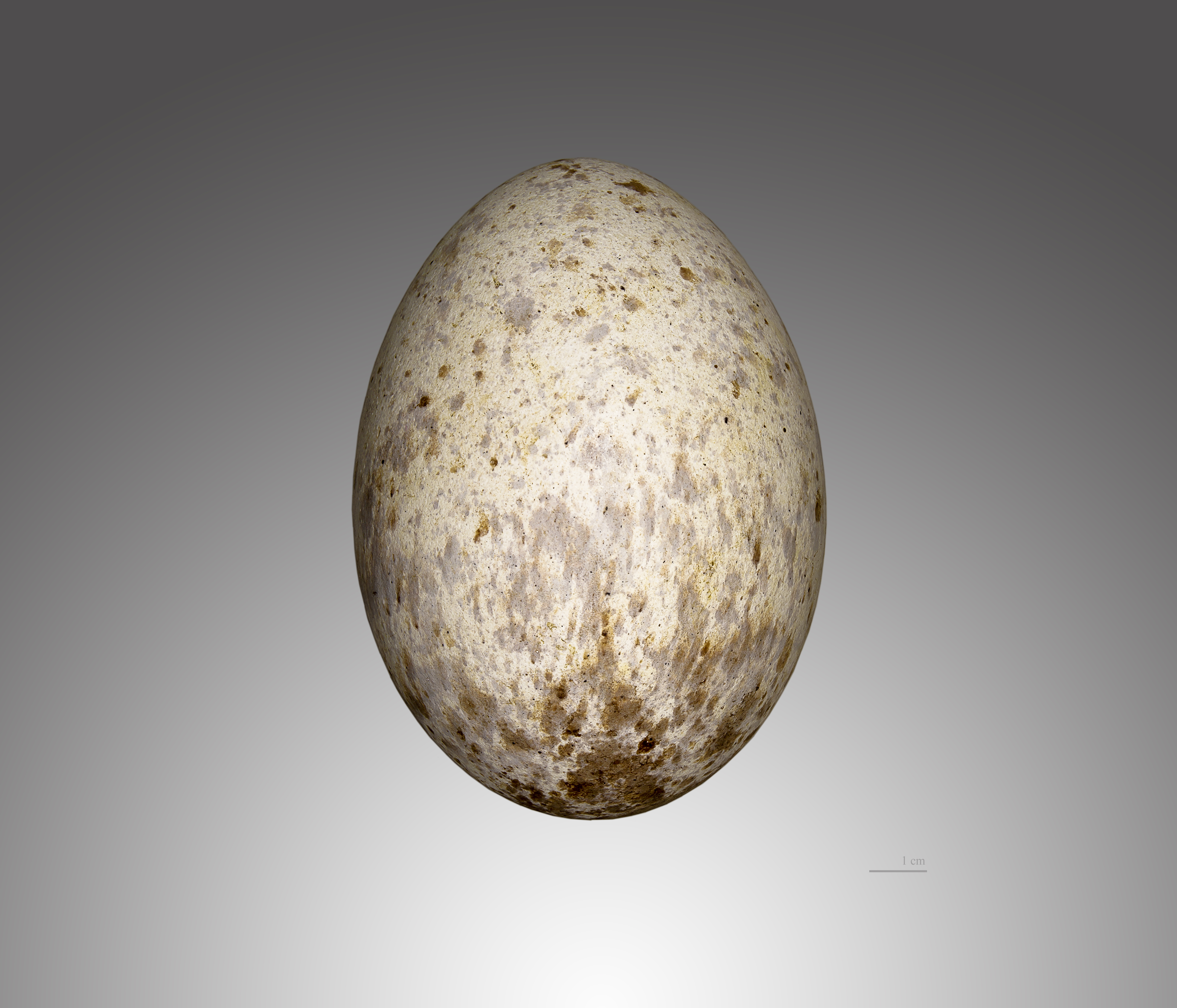
A tojása
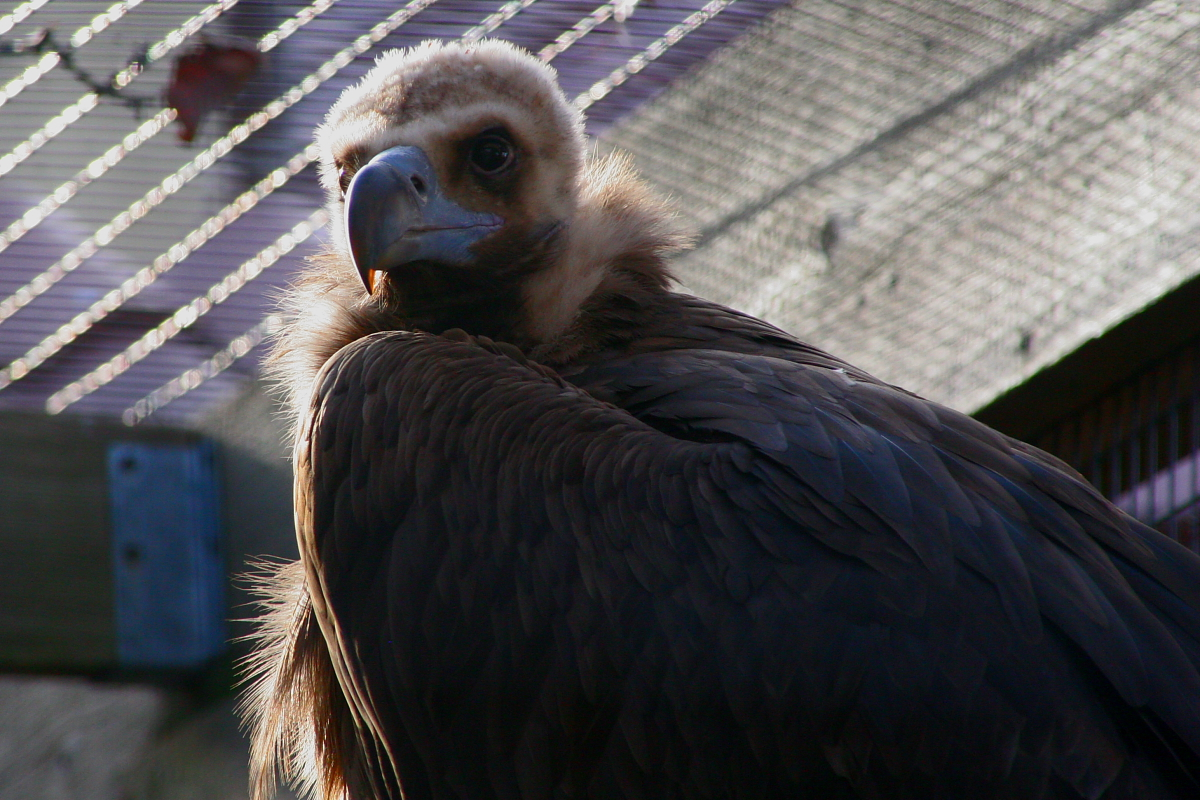
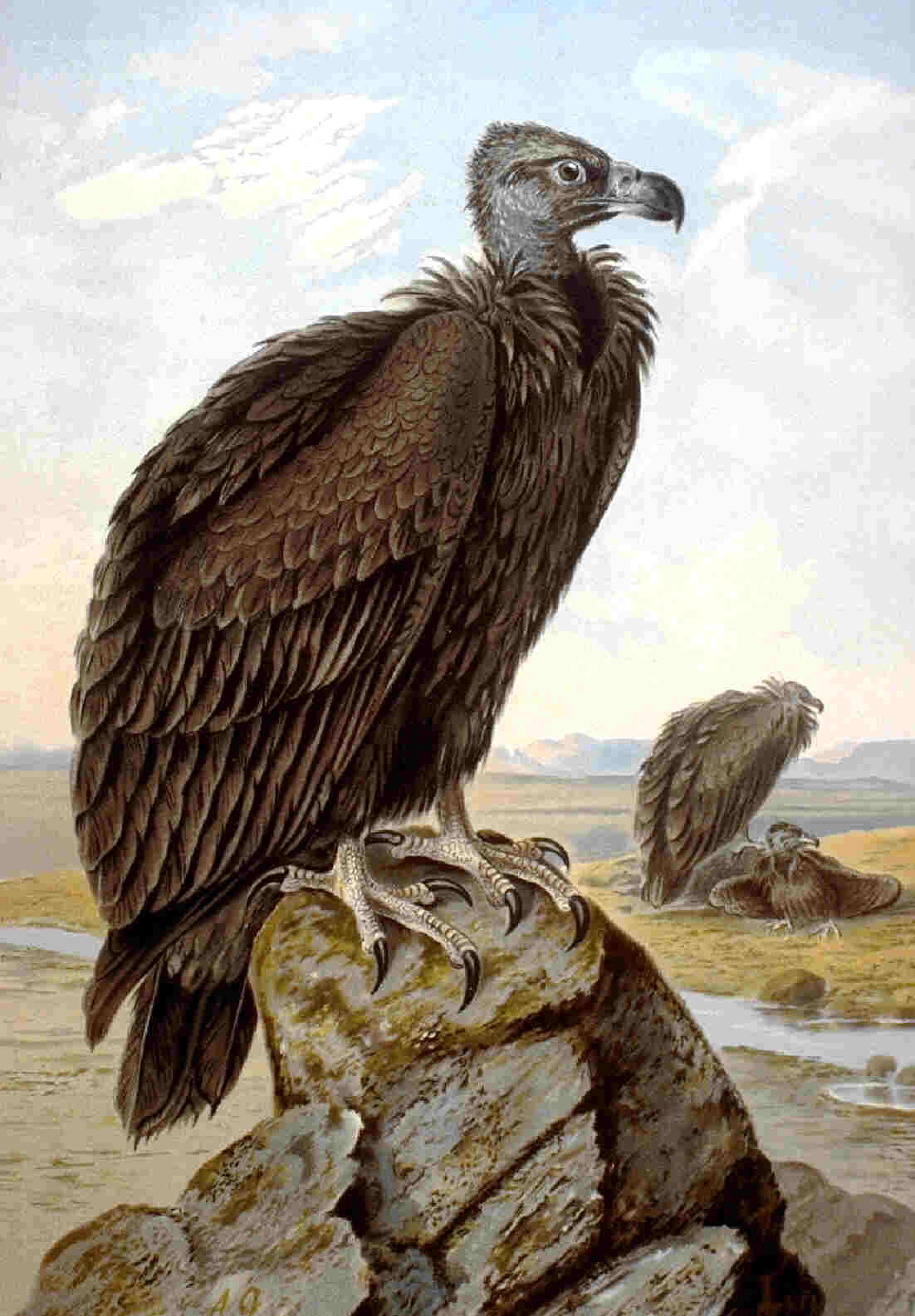
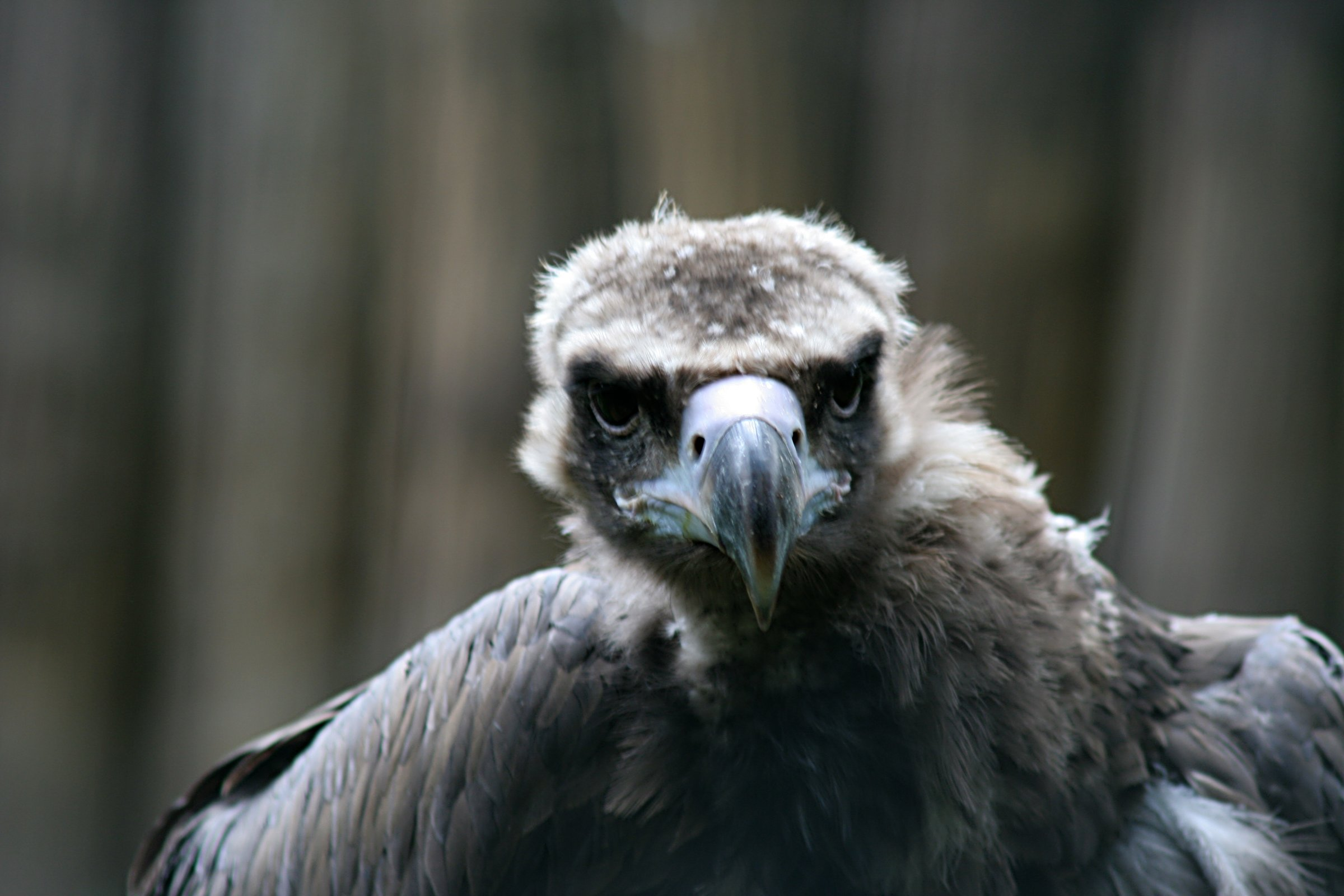
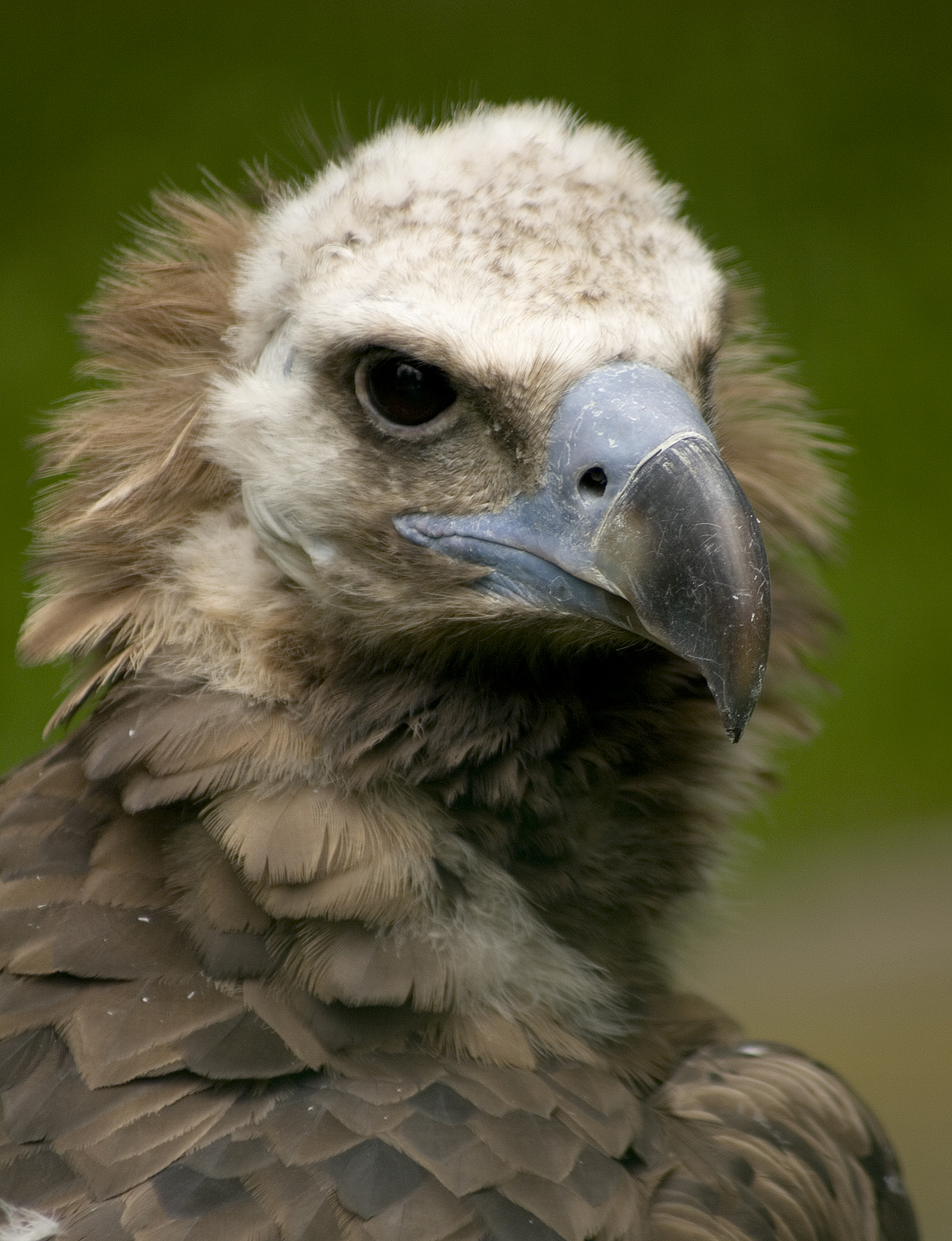
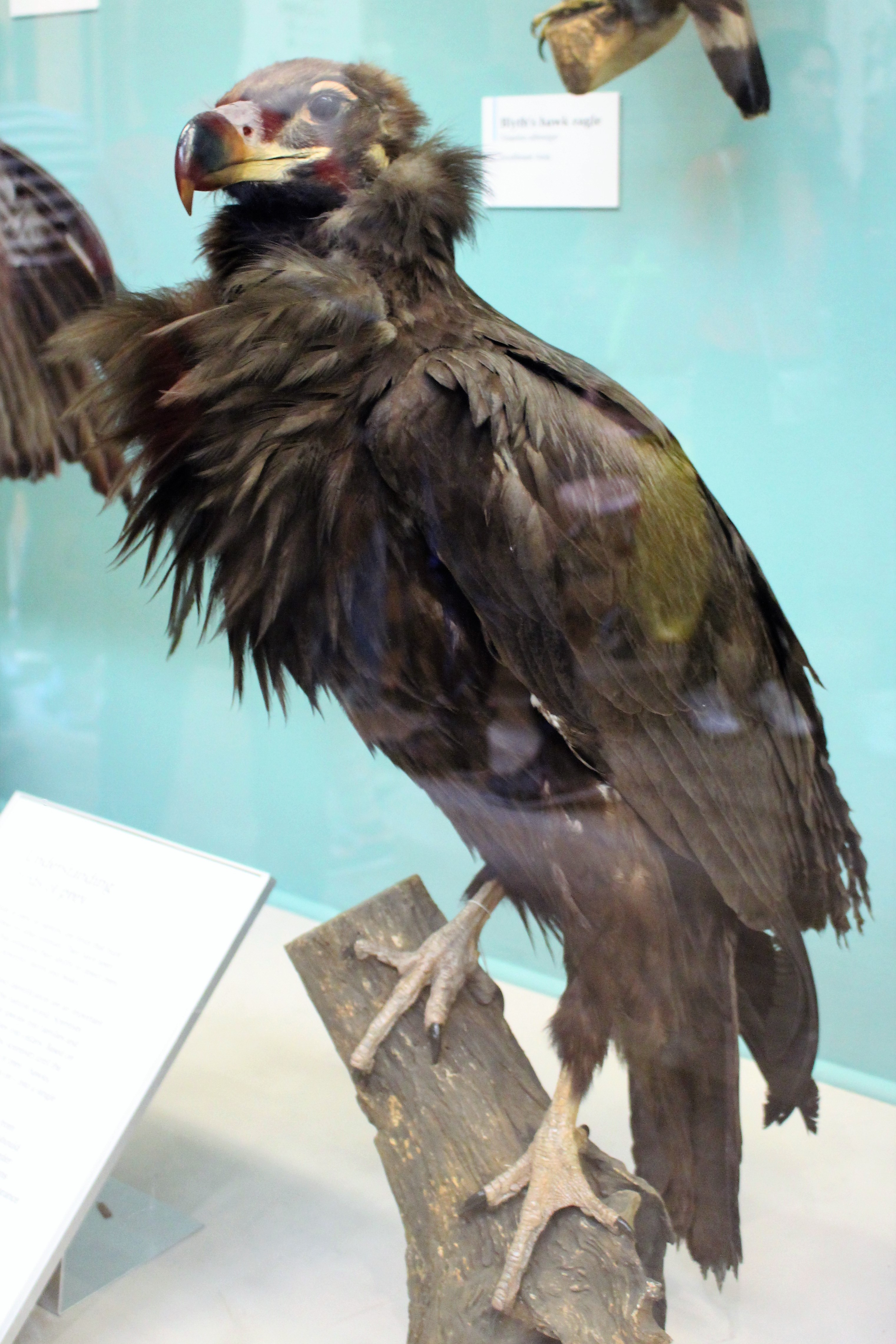
Kitömött példány